# Vía Digital
Vía Digital (DTS Distribuidora de Televisión por Satélite S. A.) fue una plataforma de pago de televisión por satélite que operaba en España y Andorra a través del satélite Hispasat. Fue propiedad de Telefónica desde su creación en 1997 hasta su desaparición en 2003, cuando se fusionó con su rival Canal Satélite Digital —propiedad del Grupo Prisa— para crear la plataforma Digital+.

## Historia

### Antecedentes
El desarrollo de Vía Digital está ligado al desarrollo de la televisión por suscripción en España. En 1995 el grupo Sogecable, perteneciente a Jesús de Polanco, había llegado a un acuerdo con el grupo Telefónica para desarrollar una nueva plataforma digital por cable llamada Cablevisión. Sin embargo la Comisión Europea rechazó el proyecto porque lo consideraba un monopolio nacional sobre la televisión de pago.
Un año más tarde Telefónica, cuya presidencia pasó a manos de Juan Villalonga, inició su propio proyecto de televisión por satélite que pretendía competir directamente con Sogecable. Las emisiones en pruebas comenzaron en agosto de 1996 a través del satélite Hispasat. La idea de Villalonga contaba con el apoyo del nuevo Gobierno de España, presidido desde 1996 por José María Aznar, a quien le interesaba crear un conglomerado de medios que compitiese frente a la influencia que entonces ejercía el Grupo Prisa, más próximo al centroizquierda. A diferencia de lo que sucedía con la televisión en abierto, la Ley de Televisión por Satélite de la época requería solo una autorización administrativa.
El 31 de enero de 1997 se constituyó una nueva sociedad, Distribuidora de Televisión por Satélite (DTS), de la que Telefónica era máximo accionista con una participación del 35%; el resto de socios eran la empresa pública Radiotelevisión Española (25%), la mexicana Televisa (25%), varias televisiones autonómicas de la FORTA (EPRTVM, CRTVG y RTVV) y otros grupos con participación simbólica. El primer presidente fue el productor Pedro Pérez Fernández de la Puente. Con un capital inicial de 10 000 millones de pesetas, aspiraba a superar el millón de abonados en tres años. Posteriormente entraron otros accionistas como la Organización Cisneros y Televisión de Cataluña porque, según la Ley de Televisión, ninguna compañía podía tener una participación superior al 25%.
Desde el primer momento Telefónica se enfrentó a la experiencia de Sogecable, pionera de la televisión de pago en España con Canal+ (1990) y la plataforma analógica Canal Satélite (1994). El punto de inflexión fueron los derechos sobre la Liga Nacional de Fútbol Profesional, que en la temporada 1996-97 pertenecían a Canal+, la FORTA y a Antena 3 —en aquella época controlada por el Grupo Zeta de Antonio Asensio—. Telefónica había contactado con Asensio para que Antena 3 entrase en el accionariado de Vía Digital, pues en aquella época había tenido un sonado enfrentamiento con Canal+. Sin embargo, el 24 de diciembre de 1996 hubo un acuerdo sorpresa entre Polanco y Asensio para crear una empresa conjunta de explotación de derechos, Audiovisual Sport, que estaría participada por Sogecable (40%), Gestora de Medios Audiovisuales (40%, propiedad de Asensio) y la radiotelevisión catalana (20%). El llamado «pacto de Nochebuena» dejaba a Telefónica sin el mayor atractivo para captar abonados, pero también sin ese apoyo con el que contaba inicialmente.
Del mismo modo, Sogecable se adelantó a Telefónica en la fecha de lanzamiento: el 31 de enero de 1997 puso en marcha Canal Satélite Digital (CSD), con una oferta inicial de 25 canales más acuerdos exclusivos en cine y deportes.

### Lanzamiento (1997)
Después de meses de gestación, DTS presentó en mayo de 1997 la plataforma «Vía Digital», cuyas emisiones comenzaron el 15 de septiembre de 1997. La oferta inicial consistía en un paquete básico de 35 canales por 2500 pesetas al mes, ampliable con paquetes temáticos adicionales. A esta tarifa debían sumarse 1000 pesetas de alquiler del descodificador y un pago único de 5000 pesetas por instalación. Bajo el eslogan «la televisión personal», ofrecía también una guía electrónica de programas, servicios de pago por visión y futuros servicios interactivos. Vía Digital usaba el satélite Hispasat, a diferencia de CSD que utilizaba SES Astra, y en las primeras semanas emitió en abierto hasta que pudo implementar su sistema de descodificación.
En julio de 1997, dos meses antes del lanzamiento oficial, Telefónica se hizo con el control de Antena 3 mediante la compra de las acciones de Antonio Asensio. El acuerdo implicaba también hacerse con el 49% de Gestora de Medios Audiovisuales (GMA), la empresa que ostentaba la participación de Asensio en Audiovisual Sport, por lo que Telefónica podía negociar los derechos sobre la liga de fútbol. Al margen de esta situación, la programación de Vía estaba muy limitada por los acuerdos de exclusividad que CSD había sellado con las majors de cine estadounidense y con las grandes ligas deportivas de Estados Unidos. En los derechos sobre películas se recurrió a distribuidoras nacionales —Lauren Films, Lolafilms, Enrique Cerezo— y de cine independiente. En el caso del deporte contaba con derechos compartidos con RTVE, entre ellos la Liga de Campeones de la UEFA. Por otro lado, se firmó una exclusividad con la Plaza de Toros de Las Ventas para ofrecer festejos taurinos.
La medidas adoptadas por el gobierno de Aznar para regularizar la televisión digital agudizaron la competencia entre CSD y Vía Digital. La primera estaba relacionada con los decodificadores: Vía empleaba el sistema multicrypt mientras que CSD usaba simulcrypt, un estándar más restringido. El 31 de enero de 1997, un día después del lanzamiento de CSD, el gobierno había aprobado un decreto ley que exigía decodificadores «compatibles entre si» y priorizaba el multicrypt como sistema universal, lo cual beneficiaba directamente a Vía Digital. El gobierno terminó cediendo al permitir ambos sistemas en 1998, pero Sogecable presentó un recurso contra el decreto y el Tribunal Supremo le dio la razón en 2002. El otro aspecto polémico fue la aprobación de la Ley 21/1997, apodada «Ley Cascos», que consideraba el fútbol un bien de interés general y obligaba a emitir en abierto al menos un partido de Primera División por jornada.
Aunque Telefónica participaba en Audiovisual Sport a través de GMA, Sogecable se negó a compartir los derechos del fútbol en pago por visión porque consideraba que la exclusiva era suya. Las negociaciones entre ambas partes no prosperaron, y al comienzo de la primera jornada de la temporada 1997-98, en la que se estrenaba el nuevo sistema, GMA puso trabas a la emisión de dos partidos. Todo esto motivó que CSD interrumpiera las emisiones del pago por visión mientras los tribunales resolvieran el conflicto. La apodada «guerra del fútbol» quedó resuelta el 17 de noviembre de 1997 con un acuerdo conjunto: CSD y Vía Digital retransmitirían la liga española «en igualdad de condiciones», especificando que su explotación se haría a través de Audiovisual Sport, y las televisiones autonómicas se quedaron con la elección del partido en abierto hasta 2003.

### Desarrollo (1998-2001)
A finales de 1999, Vía Digital contaba con 440 000 abonados frente a los 813 000 de su rival. La oferta dependía de los acuerdos con distribuidores (Viacom, AMC) y de los canales producidos por sus accionistas, entre ellos RTVE —a través de TVE Temática—, Mediapark, Televisa, Cisneros y Multipark. A la fuerte competencia en el mercado digital se sumó la irrupción de una nueva plataforma de pago, Quiero TV.
Entre el año 1999 y el 2000 apuesta por la compra de derechos exclusivos. El más importante fue la adquisición completa de la Copa Mundial de Fútbol de 2002 al grupo Kirch, valorada en 27 000 millones de pesetas. Ese mismo año también le arrebató a CSD los derechos de varias ligas internacionales de fútbol, entre ellas la Premier League y la Bundesliga, para las que creó el canal exclusivo Fútbol Total. Por otro lado, intentó distinguirse de Canal Satélite Digital con un espacio novedoso para la época: la telerrealidad. En la primera temporada de Gran Hermano (Telecinco, 2000) ofreció la señal del interior de la casa durante 24 horas a través de un canal exclusivo, Universo Gran Hermano, que le ayudó a superar los 600 000 abonados a finales del 2000. La plataforma siguió la misma estrategia con los realities de Antena 3: El bus (2000) y Estudio de actores (2002).
Para reflejar los cambios, Vía Digital adoptó en septiembre del 2000 una renovada imagen corporativa con nuevo logotipo y el celeste como color principal. 
Del mismo modo que CSD contaba con Canal+, Vía Digital puso en marcha un canal exclusivo llamado Gran Vía. En 2001 cambió el concepto para convertirlo en un canal premium especializado en cine de estreno, ciclos temáticos y grandes eventos. Gran Vía llegó a contar con tres señales diferenciadas y podía contratarse en Vía Digital, Quiero TV y ONO.
Telefónica se consolidó como accionista principal en 1999, después de que RTVE le vendiese su participación y los derechos de la Liga de Campeones. La apuesta de Villalonga por los medios le llevó a crear una filial específica, Telefónica Media, que asumió entre otros la gestión de la plataforma de pago. Al final de 2001 la cifra de abonados había ascendido hasta los 806 379 contratos, aunque seguía por debajo de los 1 230 000 abonados con los que contaba CSD.

### Problemas financieros (2002)
Los elevados costes de la programación y otros factores, como la guerra de precios o la piratería, llevaron a Vía Digital a presentar pérdidas superiores a los 630 millones de euros en 2001. 
Si bien los problemas que arrastraba eran comunes a todo el sector de la televisión de pago en España, la crisis de Vía se vio agudizada por la operación exclusiva de la Copa Mundial de Fútbol: Telefónica había adquirido el torneo a un precio muy elevado por la competencia de Sogecable, pero nunca pudo rentabilizarlo luego de la quiebra de Kirch en abril de 2002. El canal premium exclusivo del torneo (Vía Mundial) tuvo menos contrataciones de las previstas porque los directos eran por la mañana, y el paquete de interés general —que incluía los partidos de la selección española y la final— hubo de ofrecerse en Antena 3 porque el resto de televisiones no quisieron comprarlo al precio exigido.
La llegada de César Alierta a la presidencia de Telefónica cambió la situación. Alierta había revertido algunas inversiones en medios de comunicación de su predecesor, y a finales de 2001 solicitó un informe sobre la viabilidad de Vía Digital. Al mismo tiempo, algunos accionistas pidieron abiertamente la fusión con CSD porque consideraban que en España no había mercado para dos plataformas de pago.

### Fusión con Canal Satélite Digital
El 8 de mayo de 2002, Sogecable y Telefónica llegaron a un acuerdo para la fusión de CSD y Vía Digital en una nueva plataforma, Digital+. La operación se trataba en realidad de una fusión por absorción, por la cual Sogecable asumía la gestión y Telefónica se abstenía de intervenir.
La operación tardó en completarse por el necesario informe del Tribunal de Defensa de la Competencia. En noviembre de 2002 el Consejo de Ministros aprobó la absorción bajo el cumplimiento de varias condiciones, entre ellas unos límites sobre los derechos cinematográficos y deportivos. Además, Telefónica debía deshacerse de la propiedad de Antena 3 porque entraba en conflicto con la participación en Canal+; terminó vendiéndoselo al grupo Planeta en mayo de 2003. 
Ambos grupos ratificaron el nuevo acuerdo el 29 de enero de 2003 y se aprobó una ampliación de capital para capitalizar la deuda existente. CSD y Vía funcionaron por separado hasta el 21 de julio de 2003, fecha en la que Digital+ se puso en marcha.
Digital+, posteriormente renombrada Canal+, quedó bajo control de Prisa hasta 2015. Ese mismo año Telefónica se hizo con la plataforma por 725 millones de euros para fusionarla con Movistar TV, dando paso a la actual Movistar Plus+.

## Canales
La producción de los canales propios de Vía Digital corría a cargo de empresas como Telefónica Media (Admira), Multicanal, Mediapark, Televisa, Multipark y la FORTA entre otras. Televisión Española formó parte desde 1997 hasta 1999 a través de TVE Temática. El resto de la oferta estaba compuesta por canales digitales que emitían también en Canal Satélite Digital, así como los canales internacionales que difundían su señal a través de Hispasat.

### Oferta inicial (1997)
| - Generalistas - Telemadrid SAT - Televisió de Catalunya Internacional - Canal Comunitat Valenciana - ETB Sat - Galicia Televisión - Cine - Cine Paraíso - Canal Alucine - Canal Star - Información - Canal 24 Horas - Canal El Tiempo - Conexión Financiera - ECO Noticias - Telenoticias (FORTA) - Deportes - Eurosport - Teledeporte | - Entretenimiento - Canal Nostalgia - Canal Enciclopedia - Ella TV - Galavisión - Hispavisión - Landscape TV - Speedvision - Outdoor Life - Todo Humor - Locomotion - Travel Channel - Música - Canal Clásico - Ritmosón Latino - Telehit - Infantil y juvenil - Canal Panda - Club Super 3 |

### Oferta final (2003)
| - Canales propios - Gran Vía - Gran Vía 2 - Gran Vía 3 - Palco (pago por visión) - Generalistas - Antena 3 - Andalucía TV - Andalucía Turismo - Telemadrid SAT - Televisió de Catalunya Internacional - Canal Comunitat Valenciana - ETB Sat - Galicia Televisión - Información - Antena 3 Noticias - Canal 24 Horas - Euronews - Expansión TV | - Deportes - Fútbol Total (premium) - Teledeporte - Eurosport - Canal Barça (premium) - Cine - Canal 18 - Canal Hollywood - Canal Star - Cine 600 - Cinematk - Showtime Extreme - Documentales - Canal Campero - Canal Cultura - Canal Historia - Grandes Documentales Hispavisión - Natura - Odisea | - Entretenimiento - Canal Nostalgia - Canal Cocina - Cosmopolitan - Factoría de Ficción - Hallmark Channel - Locomotion - TLNovelas - Infantil y juvenil - Club Super 3 / Buzz - Canal Megatrix - Canal Panda - Fox Kids - Canales temáticos - Beca TV (educación) - Red 2000 (tecnología) - Tribunal TV |

## Servicios
La oferta de Vía Digital estaba distribuida en paquetes temáticos. El llamado «paquete Básico» contaba con más de 35 canales de televisión que incluían cine, deporte, música, programación infantil, documentales y televisiones autonómicas. Tras contratarlo se podía añadir un paquete «Premium» con el canal generalista Gran Vía, un paquete específico de cine («Cine Temático») y canales a la carta.

### Cine Temático
El paquete «Cine Temático» costaba 995 pesetas al mes y estaba compuesto originalmente por seis canales de cine: Cine 600 (cine español), Club Cinema (cine clásico estadounidense), Boulevard (cine romántico), Cine Palace (cine de acción), Canal 18 (cine erótico y de terror) y Cinematk (cine independiente). La incorporación de Showtime Extreme —un canal gestionado conjuntamente entre Showtime y Mediapark— supuso el cierre de Boulevard, Club Cinema y Cine Palace.

### Premiere
El paquete premium de Vía Digital incluía el canal generalista Gran Vía, derechos deportivos como la Liga de Campeones de la UEFA y canales 24 horas de programas de telerrealidad como Gran Hermano, El Bus y Estudio de actores. El precio inicial de este servicio era de 1000 pesetas al mes.
Gran Vía llegó a contar con tres señales específicas. Su programación consistía en cine de estreno, grandes eventos deportivos como la Liga de Campeones de la UEFA, corridas de toros, boxeo, torneos de tenis y programas de producción propia como La vía Navarro (presentado por Pepe Navarro). La producción del canal corría a cargo de Telson Servicios Audiovisuales.

### Canales por suscripción
Vía Digital contaba con canales temáticos que podían contratarse por separado y no estaban adscritos a ningún paquete: Fútbol Total (fútbol internacional, 1495 pesetas), Canal Barça (actualidad del F.C. Barcelona, 750 pesetas) y Playboy TV (cine erótico, 1495 pesetas). Durante la Copa Mundial de Fútbol de 2002 emitió todos los partidos del evento en el canal Vía Mundial.

### Pago por visión
El servicio de pago por visión (PPV) se llamaba «Palco» y estaba orientado a la emisión de directo de partidos de Primera División, corridas de toros y cine de estreno. El precio inicial era de 500 pesetas por película y 1000 pesetas por evento. La señal se transmitía de forma simultánea para todos los usuarios, por lo que había que esperar al inicio del programa. La continuidad del canal mostraba una sala de cine que se iba llenando a medida que se acercaba el inicio de la emisión.
Vía Digital contemplaba salas específicas de PPV para cine pornográfico («Palco X»), entre ellas la primera dedicada al cine homosexual («Palco X Gay»).

### Televisión interactiva
Vía Digital fue una de las primeras empresa de España que contó con servicios de televisión interactiva, accesibles a través del decodificador.
En 1999 puso en marcha un servicio de banca que permitía al usuario hacer transferencias, consultar su saldo e incluso comprar entradas para eventos. Las primeras entidades que se sumaron a esa iniciativa fueron Argentaria, Banco Bilbao Vizcaya y La Caixa. Con el paso del tiempo se añadieron otras opciones como información meteorológica, juegos de suscripción (Ludi TV), estado del tráfico, correo electrónico, envío de mensajes cortos de texto a móviles de Movistar, información bursátil, resultados deportivos y anuncios interactivos para acceder a servicios premium de Vía Digital.
Los servicios de multipantalla estaban habilitados para canales especiales como Universo Gran Hermano, la señal de El Bus y los habilitados para determinados partidos de fútbol (Liga de Campeones y Copa Mundial).

## Accionariado

### Creación de Vía Digital (1997)
- Telefónica: 35%
- TVE Temática: 25'45%
- Televisa: 25'45%
- Recoletos: 5%
- Telemadrid: 4%
- Canal Nou: 2%
- Televisión de Galicia: 2%
- Otros accionistas (COPE, Unidad Editorial, Promociones Periodísticas Leonesas, Las Provincias y Época): 1,1%

Fuente: El País.

### Fusión con CSD (2002)
- Telefónica: 48'6%
- Strategy Money Management: 18'8%
- Televisa: 10%
- Grupo Cisneros: 6'9%
- RTL Group: 5%
- Mediapark: 5%
- Telemadrid: 1'9%
- Televisió de Catalunya: 1'8%
- Canal Nou: 1'1%
- Televisión de Galicia: 0'5%

Fuente: El País.